# Đồng Quan, Đồng Lăng
Đồng Quan (tiếng Trung: 铜官区; bính âm: Jíyáng Qū) là một khu (quận) thuộc thành phố Đồng Lăng, tỉnh An Huy, Trung Quốc. Tháng 10 năm 2015, Quốc vụ viện Trung Quốc phê chuẩn thiết lập khu Đồng Quan trên cơ sở sáp nhập khu Đồng Quan Sơn và khu Sư Tử Sơn. Khu có diện tích 98,1 km², dân số khoảng hơn 400 nghìn. Tên của khu được lấy theo núi Đồng Quan trên địa bàn.